# Vincetoxicum christinae
Vincetoxicum christinae är en oleanderväxtart som först beskrevs av Paul Irwin Forster, och fick sitt nu gällande namn av S. Liede. Vincetoxicum christinae ingår i släktet tulkörter, och familjen oleanderväxter. Inga underarter finns listade i Catalogue of Life.